# Piotr Kandyba
Piotr Kandyba (ur. 13 października 1969 w Dobrej) – polski polityk, menedżer i samorządowiec, radny Sejmiku Województwa Mazowieckiego VI kadencji, poseł na Sejm X kadencji.

## Życiorys
Ukończył technologię żywności na Akademii Rolniczo-Technicznej w Olsztynie, a także studia podyplomowe MBA w Szkole Głównej Handlowej i na Uniwersytecie Minnesoty. Zawodowo związany z sektorem prywatnym, zajmował stanowiska zarządcze w międzynarodowych przedsiębiorstwach. Został również członkiem zarządu działającego na rzecz osób niepełnosprawnych Stowarzyszenia Dobra Wola oraz członkiem zarządu Polskiej Izby Mleka.
W wyborach samorządowych w 2010, kandydując z listy Platformy Obywatelskiej, uzyskał mandat radnego powiatu piaseczyńskiego (otrzymał 419 głosów). Nie utrzymał go w wyborach w 2014, startując z ramienia lokalnego komitetu. Był pełnomocnikiem powiatowym Polski Razem. W wyborach parlamentarnych w 2015 bezskutecznie kandydował do Sejmu z listy Nowoczesnej w okręgu podwarszawskim (z wynikiem 6639 głosów). W wyborach samorządowych w 2018 z ramienia Koalicji Obywatelskiej (jako przedstawiciel Nowoczesnej) został wybrany na radnego Sejmiku Województwa Mazowieckiego; dostał wówczas 11 322 głosy. W sejmiku był przewodniczącym Komisji Polityki Społecznej i Prorodzinnej oraz wiceprzewodniczącym Komisji Rolnictwa i Terenów Wiejskich.
Wstąpił do PO; w wyborach parlamentarnych w 2019 ponownie bez powodzenia kandydował do Sejmu (z ostatniego miejsca listy KO w okręgu nr 20), otrzymując 8960 głosów. W wyborach w 2023 został wybrany na posła X kadencji zdobywając 15 144 głosy.

## Wyniki w wyborach ogólnopolskich
| Wybory | Komitet wyborczy | Komitet wyborczy     | Organ              | Okręg | Wynik        |
| ------ | ---------------- | -------------------- | ------------------ | ----- | ------------ |
| 2015   |                  | Nowoczesna           | Sejm VIII kadencji | nr 20 | 6639 (1,35%) |
| 2019   |                  | Koalicja Obywatelska | Sejm IX kadencji   | nr 20 | 8960 (1,50%) |
| 2023   | Sejm X kadencji  | Koalicja Obywatelska | 15 144 (2,07%)     | nr 20 |              |